# 1801 w literaturze
Wydarzenia literackie w 1801 roku.

## Nowe poezje
- Robert Southey, Thalaba the Destroyer

## Urodzili się
- 22 lutego – William Barnes, angielski pisarz i poeta (zm. 1886)
- 2 sierpnia – Baldvin Einarsson (zm. 1833)

## Zmarli
- 2 stycznia – Johann Caspar Lavater, szwajcarski poeta i kaznodzieja (ur. 1741)
- 24 lutego – František Martin Pelcl, czeski filolog, historyk i pisarz (ur. 1734)